# رينولف درينغوت
رينولف درينغوت (توفي 1045) هو مغامر نورماني وأول كونت على أفيرسا (1030–1045). انتقل مع إخوته الدرينغوت من النورماندي هربًا من بطش روبرت العظيم.